# Cal Carpa
Cal Carpa, conegut també com a Perfumeria Porta, per una botiga amb aquest nom que hi va ser molts anys, és un edifici modernista obra de Pere Caselles i Tarrats, monument protegit com a bé cultural d'interès local del municipi de Reus (Baix Camp).

## Descripció
És un edifici de planta baixa i tres pisos construït pel notari Joan Carpa Calbó al carrer de Monterols, llavors anomenat de Marià Fortuny, l'any 1905. Edificat en un solar molt estret, només deixa lloc a dues obertures per planta, que a la segona s'agrupen en una de sola. Entre els balcons de la primera planta hi ha una tija vegetal que passa pel darrere d'una de les franges de l'encoixinat amb què es decora la façana, i es desplega de forma simètrica cap a les llindes de les portes dels balcons, i ocupa amb fulles recaragolades l'espai lliure sota el balcó del segon pis. A destacar també el treball de forja de la barana del primer pis, una barana de secció bombada a la que se li han aplicat fulles de xapa retallada. La decoració de la segona planta és molt senzilla, i a la tercera reapareix la pedra treballada en la decoració de les llindes dels balcons, que es perllonga cap al voladís de la façana.
Malgrat les reformes realitzades als baixos, s'ha deixat a la vista una mostra de la columna de fosa fabricada a la foneria de Josep Blanch, de Reus, que se situa descentrada respecte a l'entrada, amb un fust i un capitell, i pensada per deixar-la exempta des d'un principi.